# Atarba (Atarba) idonea
Atarba (Atarba) idonea is een tweevleugelige uit de familie steltmuggen (Limoniidae). De soort komt voor in het Neotropisch gebied.